# Greg Clark (homme politique britannique)
Gregory David Clark, dit Greg Clark, né le 28 août 1967 à Middlesbrough, est un entrepreneur et homme politique britannique membre du Parti conservateur.

## Biographie

### Études et carrière professionnelle
Il étudie au Magdalene College de Cambridge puis à la London School of Economics (LSE). Il travaille ensuite comme consultant, d'abord dans le secteur privé, puis dans le milieu politique.

### Vie politique
Initialement membre du Parti social-démocrate (SDP), il rejoint le parti Tory en 1988. En 2002, il est élu au conseil de Cité de Westminster.
Au cours des élections législatives anticipées du 5 mai 2005, il est élu à 37 ans député de Tunbridge Wells, circonscription historiquement conservatrice du Kent.
Avec l'arrivée au pouvoir de David Cameron en mai 2010, il occupe diverses positions gouvernementales de second rang. Le 11 mai 2015, Greg Clark est nommé à 47 ans secrétaire d'État aux Communautés et au Gouvernement local dans le second gouvernement de Cameron.
Lorsque Theresa May arrive au pouvoir le 14 juillet 2016, elle le désigne pour occuper le nouveau poste de secrétaire d'État aux Affaires, à l'Énergie et à la Stratégie industrielle (BEIS). Il quitte ses fonctions le 24 juillet 2019 lors de la dissolution du gouvernement May II. 
Le 7 juillet 2022, il est nommé secrétaire d'État à l'Égalité des chances, au Logement et aux Communautés par Boris Johnson.